# هانس هايردال
هانس هايردال (بالسويدية: Hans Olof Heyerdahl)‏ (بالنرويجية البوكمول: Hans Heyerdahl)‏ هو رسام نرويجي وسويدي، ولد في 8 يوليو 1857 في Smedjebacken ‏ في السويد، وتوفي في 10 أكتوبر 1913 في أوسلو في النرويج.

## معرض صور

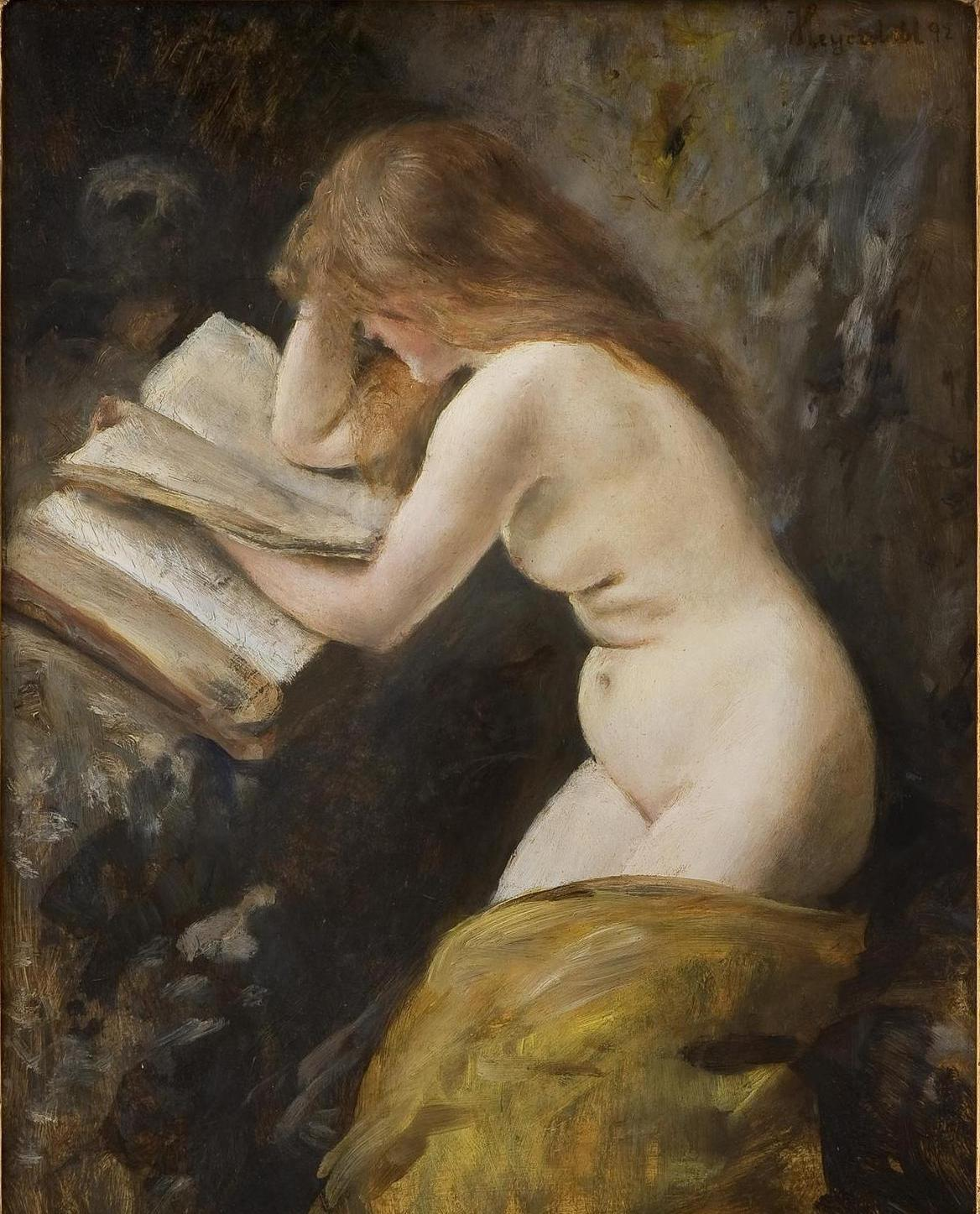
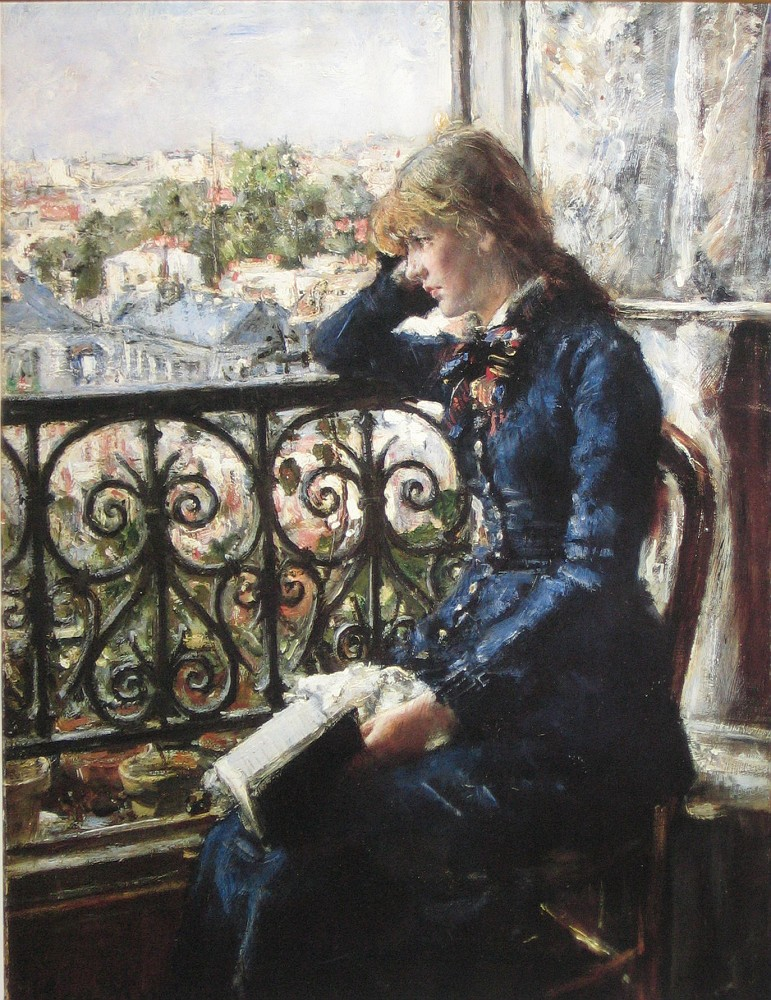
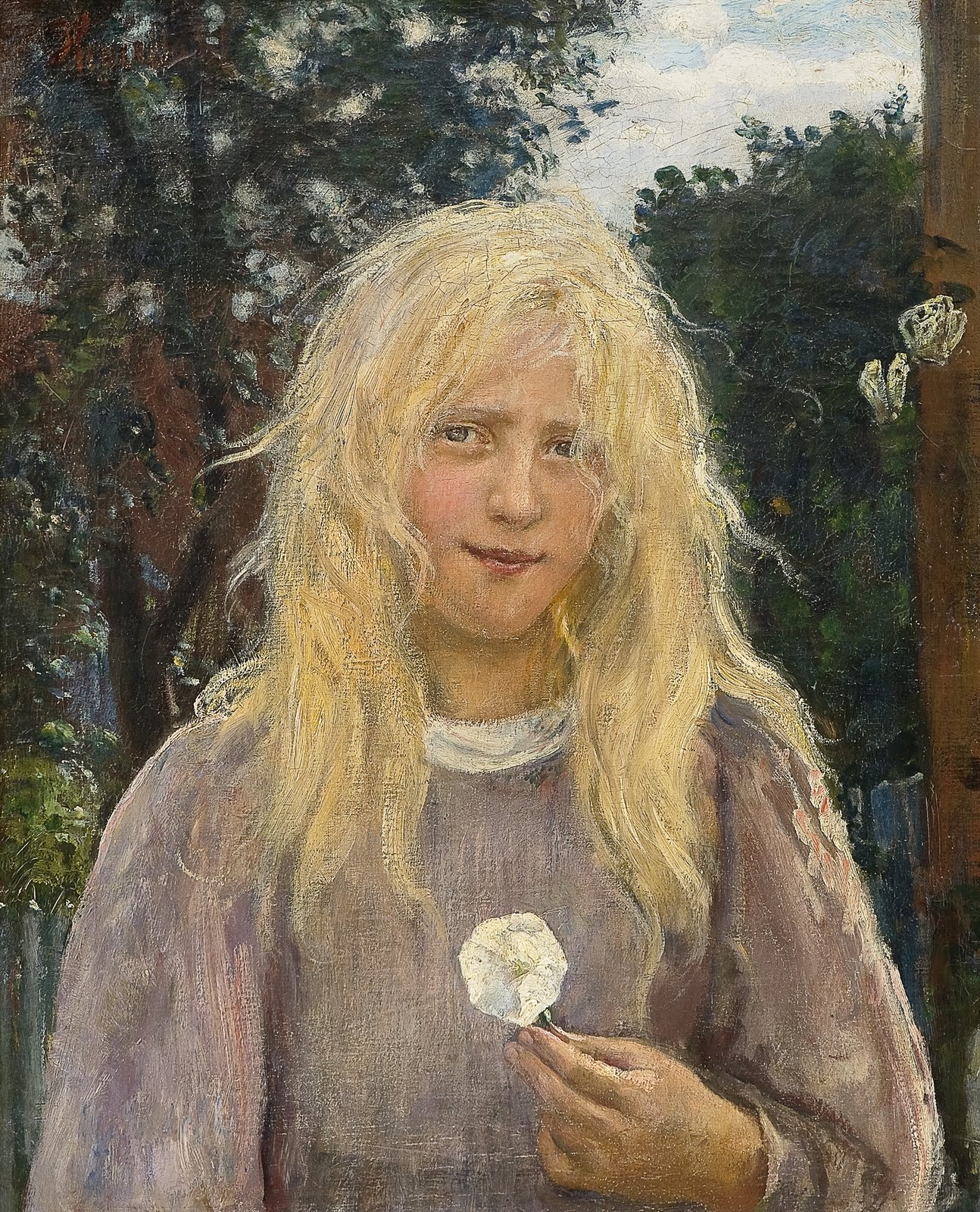
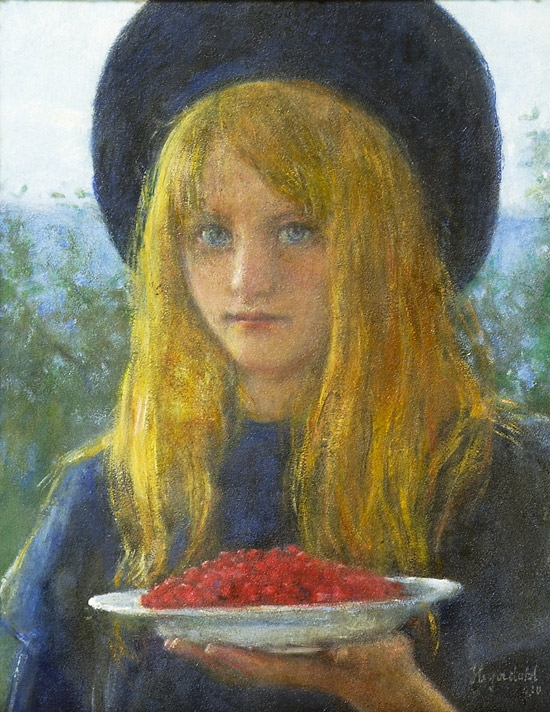
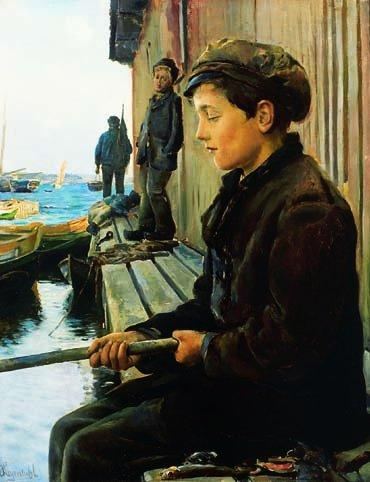
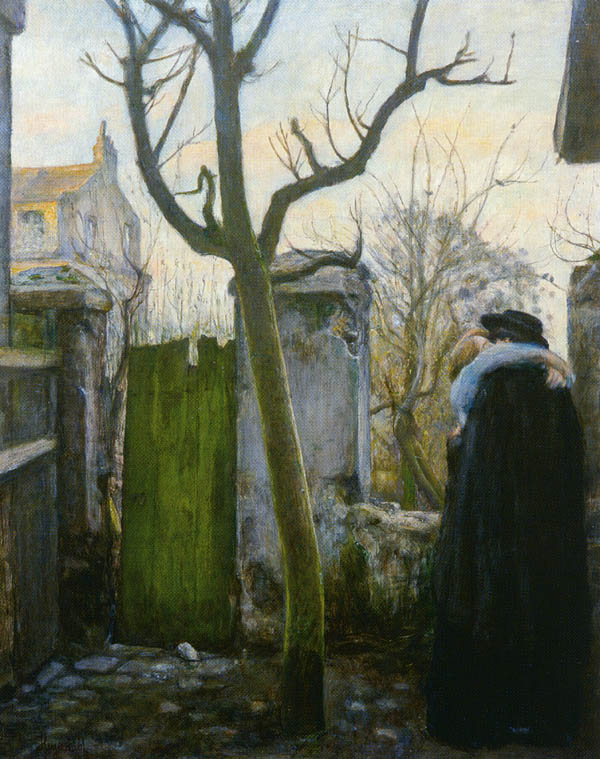

## روابط خارجية
- هانس هايردال على موقع ديسكوغز (الإنجليزية)